# Szczawnica

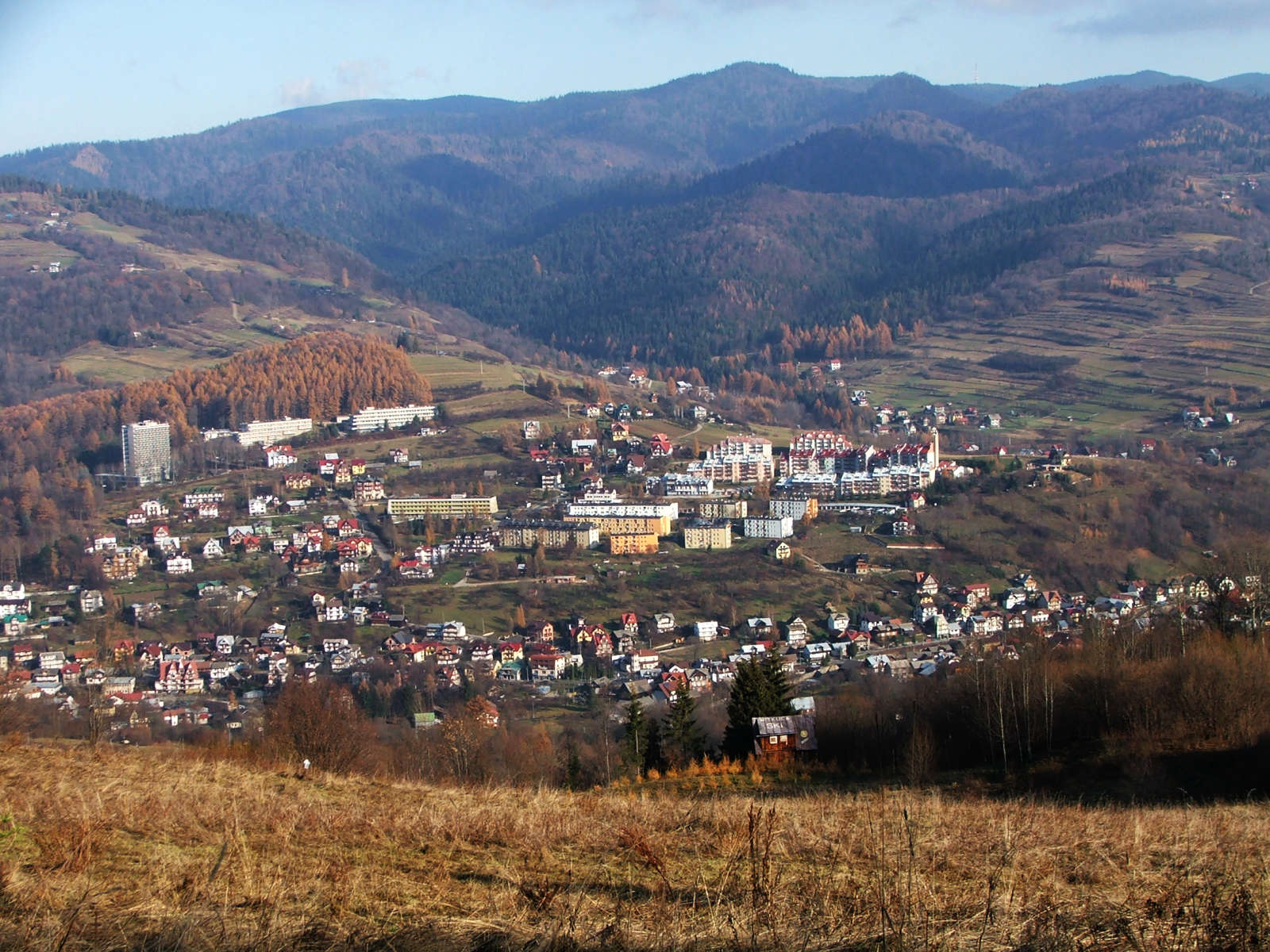
Szczawnica in den Hügeln der Sandezer Beskiden.

Szczawnica ist ein Kurort im Powiat Nowotarski im Süden Polens mit etwa 6000 Einwohnern.

## Geschichte
Szczawnica ist seit der Mitte des 19. Jahrhunderts ein in Polen bekannter Kurort. Seinen Namen verdankt er den hier auftretenden Mineralwasserquellen (poln. szczaw, „Sauerbrunnen“). Aufgrund der Heilwirkung des Wassers und der günstigen klimatischen Bedingungen werden dort viele Erkrankungen der Atemwege und des Verdauungstrakts behandelt. 2005 wurde das über 200 Jahre alte Heilbad von der polnische Regierung offiziell seinen Vorkriegsbesitzern – der Familie Stadnicki – zurückgegeben. Sein letzter privater Eigentümer war Adam Graf Stadnicki, dessen Enkelsohn Andrzej Mańkowski der Gründer des neuen Heilbadmuseums im Zentrum von Szczawnica ist.

## Gemeinde
Zur Stadt-und-Land-Gemeinde (gmina miejsko-wiejska) gehören neben der Stadt Szczawnica die Ortsteile Jaworki und Szlachtowa mit einem Schulzenamt. Weitere Ortschaften der Gemeinde sind Biała Woda und Czarna Woda.

## Tourismus
Szczawnica besitzt mehrere Loipen und Skipisten. Auf dem Gemeindegebiet befindet sich das  mit zwei Kilometern längste Skigebiet Palenica, das zum Gebietsverband TatrySki gehört und durch eine viersitzige Sesselbahn mit einer Kapazität von 2200 Personen pro Stunde erschlossen ist.
Szczawnica ist die Endstation der traditionellen Flossfahrten, bei denen zusammengebunde Holzboote über den Gebirgsfluss Dunajec gestakt werden.

## Partnerschaften
Szczawnica unterhält Partnerschaften zu mehreren europäischen Städten und Gemeinden:
- Perleberg, Deutschland
- Harkány, Ungarn
- Oliveto Citra, Italien
- Lesnica, Slowakei
- Spišská Belá, Slowakei
- Chmilnyk, Ukraine

## Söhne und Töchter der Stadt
- Stefan Kapłaniak (1933–2021), Kanute und Olympiateilnehmer
- Szymon Zachwieja (* 1982), Skibergsteiger